# سراغة فلسطينية
السراغة الفلسطينية (باللاتينية: Crepis palaestina) نوع نباتي يتبع جنس السراغة من الفصيلة النجمية.

## الموئل والانتشار
موطنها بلاد الشام وقبرص وتركيا.

## مرادفات للاسم العلمي
- (باللاتينية: Cymboseris palaestina Boiss.)